# Mysore pak

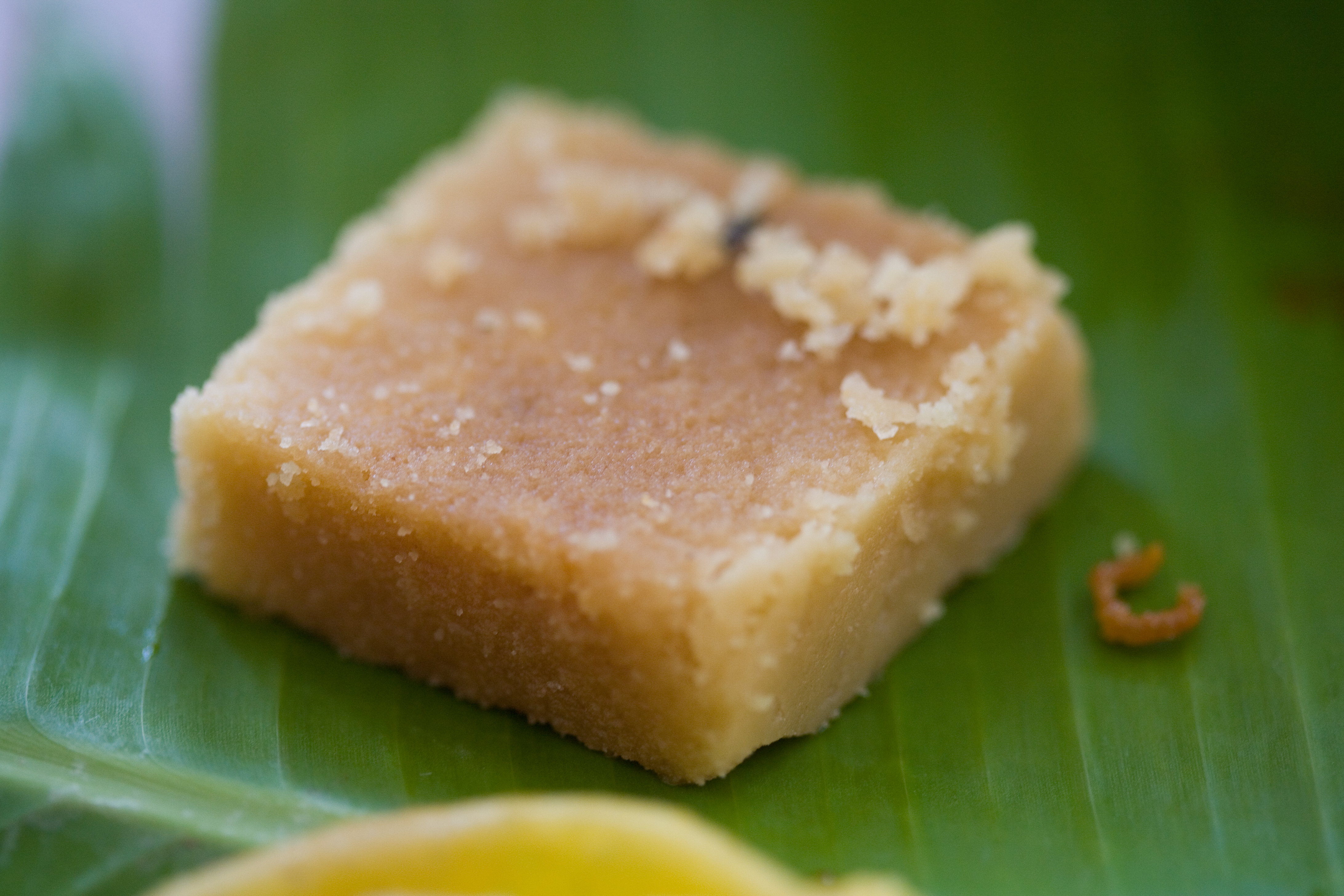
Mysore pak.

El mysore pak (canarés ಮೈಸೂರು ಪಾಕ್) es una receta dulce de Karnataka (India), servida normalmente como postre. Se hace con generosas cantidades de ghee (mantequilla clarificada), azúcar y besan (harina de garbanzo).
El mysore pak era conocido originalmente como masoor(dhal) pak, y se hacía con harina de masoor dhal. El origen de la receta se desconoce, aunque algunos afirman que fue creado en las recetas del Palacio de Mysore por un cocinero llamado Kakasura Madappa.